# 정의상
정의상(Eui Sang Chung, 1967년 6월 5일~ )은 SNU안과 대표원장이자 서울대학교 의학박사이다.
정의상 원장은 현재까지 가장 진보된 시력교정술인 스마일라식(SMILE, Small Incision Lenticule Extraction)을 국내에 도입하고 집도한 의사이다.
2010년에 '국제 스마일 연구 의사' 11인 중 대한민국 대표로 선정된 정의상 원장은, 초기 임상 연구에 참여해 2011년에 국내 스마일 수술을 집도했다. 이러한 성과는 2011년 10월에 열린 '아시아태평양굴절학회(apacrs)'에서 국내 의료진들에게 발표되었다.
또한, 정의상 원장은 노안 백내장 수술 권위자로서 알려져 있는데, 특히 2018년 5월 노안 백내장 수술을 직접받음으로써 안과의사는 눈 수술을 받지 않는다는 편견을 깨고 환자들의 큰 신임을 받고 있다. 인공수정체 개발사 중 저명한 알콘사 측에서 진행하는 노안 백내장 관련 심포지엄에서 연이어 좌장을 맡으며 최근 출시된 다중 초점 인공수정체인 비비티렌즈의 레퍼런스 닥터로 선정되어 수술을 성공적으로 이끈 바 있다.

## 생애
정의상 원장은 의과대학을 졸업, 의사면허증 취득 후 미래를 그리던 중 당시 안과에 재직중인 친구의 모습을 보고 백내장 수술 과정에 흥미를 느꼈다. 짧은 시간의 수술로 결과를 낸다는 점이 매력적으로 다가왔고 안과에 관심을 갖게 된다. 안과를 선택 후에는 삼성서울병원에서 15년간 전공의를 가르치며 교수직으로 재직했다. 하지만 더 많은 환자들을 진료하고 치료하며 환자들이 만족하는 서비스를 제공할 수 있는 병원을 만들고 싶다는 생각으로 개원을 선택하게 되었다. 오직 환자를 치료하고 돌보겠다는 일념 하에 개원 한 SNU안과에서 정의상 대표원장은 현재 기록할 만한 숫자의 시력교정, 노안 백내장 수술을 성공시키며 본인의 목표를 달성해 가고 있다.

## 학력
~2005 서울대학교 의과대학원 의학 박사
~1999 서울대학교 의과대학원 의학 석사
~1992 서울대학교 의학 학사

## 경력사항
현 SNU안과의원 원장
2013.08~2014.10 삼성서울병원 외래부차장
2013.04~2014.10 성균관대학교 의과대학 안과학 교수
2007.12~2014.10 한국백내장굴절수술학회 이사
2007.12~2013.11 한국외안부학회 총무
2007.12~2011.12 한국콘택트렌즈학회 이사
2007.04~2013.03 성균관대학교 의과대학 안과학 부교수
2006.07~2007.12 하버드의과대학 쉬펜스 안연구소 연구교수
2003.02~2007.03 성균관대학교 의과대학 안과학 조교수
2002.09~2003.02 삼성서울병원 안과 임상조교수
2002.03~2002.08 삼성서울병원 안과 임상전임강사
1999.03~2001 삼성서울병원 안과 전문의
1998.03~1999.02 서울대학교병원 안과 각막전임의
1994.03~1998.02 서울대학교병원 안과 레지던트
1993.05~1994.02 서울대학교병원 인턴

## 논문 및 학회발표
- 2011년 10월 아시아태평양굴절학회(apacrs) 국내 최초 스마일라식 임상결과<Clinical results of SMILE> 발표
- AAO 정회원
- ASCRS 정회원
- 한국백내장굴절수술학회 정회원 (2006~2014 이사)
- 한국외안부학회 정회원 (2008~2012 총무)
- 한국콘택트렌즈학회 정회원 (2008~2012 이사)
- 대한안과학회 정회원 (2010~2012 기획이사)

- 삼성서울병원 교수 재직기간 동안 유명 국내외 학술잡지 연구 논문 총 62편 발표

## 보도자료
에스앤유안과 정의상 원장, '2021 대한민국 100대 명의' 선정 (https://www.unityinfo.co.kr/35893)
에스앤유안과 정의상 원장, 비비티렌즈로 노안백내장수술 성료 (http://www.hemophilia.co.kr/news/articleView.html?idxno=18915)
에스앤유안과 정의상 원장, 알콘 심포지엄서 백내장 전문성 입증 (http://www.mdtoday.co.kr/mdtoday/index.html?no=418534)
안경 착용자가 한 번쯤 고려하는 시력교정술 스마일라식이란? (http://www.hemophilia.co.kr/news/articleView.html?idxno=17449)
40대 이상 안질환 환자 급증…노안·백내장 동시 해결하는 시력교정법은? (http://www.mdtoday.co.kr/mdtoday/index.html?no=422023) 등 

## 참고
- http://www.snuseoul.com/
- http://www.snuseoul.com/img/sub/intro02_doc_pop1.jpg 보관됨 2021-09-08 - 웨이백 머신
- https://people.search.naver.com/search.naver?where=nexearch&query=%EC%A0%95%EC%9D%98%EC%83%81&sm=tab_etc&ie=utf8&key=PeopleService&os=208985 보관됨 2021-09-08 - 웨이백 머신